# Kodima
Kodima és una publicació mensual d'actualitat en llengua vepsa, editat des del 1993 a Petrozavodsk, a la república russa de Carèlia. Acostuma a tractar temes d'història i etnografia del poble Vepsa, i alguns articles també estan escrits en rus. Kodima es va fundar l'any 1993 per iniciativa de la Societat de Cultura Vepsa i diversos organismes públics de Carèlia, i des de 1994 l'edita l'empresa Periodika. La publicació es distribueix zones de població vepsa, com la mateixa Carèlia, Vólogda i Leningrad. L'editora en cap és Irina Sotnikova.